# Ания (волость)
А́ния (эст. Anija) — бывшая волость на севере Эстонии в уезде Харьюмаа. Число жителей волости по состоянию на 1 января 2012 года составляло 5754 человека. 
Через волость проходит железная дорога Таллин-Тапа.

## Состав
Помимо города Кехра, который являлся административным центром волости, в её составе была 31 деревня: Аавере, Алавере, Ания, Арава, Ветла, Википалу, Воозе, Кауниссааре, Кехра, Кихмла, Кууземяэ, Лехтметса, Лилли, Линнаксе, Лоокюла, Люкати, Мустйыэ, Паазику, Парила, Пиква, Пиллапалу, Разивере, Раудоя, Роокюла, Салуметса, Салумяэ, Соодла, Ууэару, Хярмакозу, Юлейыэ.

## География
Большая часть территории волости покрыта лесами (в изобилии ягоды и грибы), также болотами и трясинами. На юго-востоке расположен ландшафтный заповедник Kõrvemaa.

## Экономика
На территории волости находятся Кехраский целлюлозно-бумажный комбинат, деревообрабатывающие и мебельные предприятия, завод изделий из камня, швейная фабрика, животноводческие и фермерские хозяйства.

## История
Волость Ания  была основана 16 января 1992 года. Из нынешних 31 деревень в 1241 году в «Датской поземельной книге» упоминаются лишь 14 деревень.